# 遊俠笑傳
《遊俠笑傳》（英語：Galavant）是一部於2015年1月4日在ABC開播，由丹·福吉曼開創的美國童話歌舞喜劇。
本劇為ABC於2014－2015年電視季度的首播作品，並安排於季中首播，與《童話鎮》交替播出。本劇為丹·福吉曼、亞倫·孟肯與格倫·斯萊特繼2010年動畫片《魔髮奇緣》後再度攜手合作。
2015年5月7日，ABC宣布續訂第二季。2016年5月12日，ABC宣布取消本劇。

## 故事與集數
| 季數 | 季數 | 集數 | 播出日期     | 播出日期      |
| 季數 | 季數 | 集數 | 首播         | 季終          |
| ---- | ---- | ---- | ------------ | ------------- |
|      | 1    | 8    | 2015年1月4日 | 2015年1月25日 |
|      | 2    | 10   | 2016年1月3日 | 2016年1月31日 |

### 第一季
講述瀟灑的騎士加萊凡特是個人人敬愛、擁護的英雄，就在他與摯愛瑪達萊娜準備過著所謂童話結局「幸福快樂的日子」時，邪惡的國王理查出現，並偷走了他的摯愛瑪達萊娜。為了追回瑪達萊娜，加萊凡特殺入理查國王的城堡，欲阻止理查與瑪達萊娜的婚禮，結果被欲望沖昏頭的瑪達萊娜卻拒絕了加萊凡特，這讓加萊凡特深受打擊而拋棄過去英勇的形象，成為了頹廢之人。一年後，每天受到瑪達萊娜比較自己與加萊凡特的理查國王，決定威脅其王國被自己侵略的瓦倫西亞公主伊莎貝拉，說服加萊凡特向自己復仇，好藉機剷除加萊凡特。而為了拯救父母的伊莎貝拉，逼不得已欺騙加萊凡特，表示瑪達萊娜仍深愛著他，癡情、善良的加萊凡特相信了伊莎貝拉，並與伊莎貝拉以及自己的侍從希德踏上了一段爆笑又驚險的旅程……

### 第二季
航海的加萊凡特與理查上岸後，開始展開兩人的旅程。加萊凡特決定先將理查送回他的王國，然而旅途中卻遇到重重難關，同時加萊凡特設法找尋軍隊好準備前去營救伊莎貝拉……

## 卡司
| 演員               | 角色            | 登場季數        | 登場季數        | 登場季數 |
| 演員               | 角色            | 1               | 2               |          |
| ------------------ | --------------- | --------------- | --------------- | -------- |
| 約書亞·薩塞        | 加萊凡特        | 主演            | 主演            |          |
| 提摩西·歐蒙德森    | 理查國王        | 主演            | 主演            |          |
| 維尼·瓊斯          | 加瑞斯          | 主演            | 主演            |          |
| 梅蘿芮·珍森        | 瑪達萊娜皇后    | 主演            | 主演            |          |
| 凱倫·大衛          | 伊莎貝拉公主    | 主演            | 主演            |          |
| 路克·楊布拉德      | 希德            | 主演            | 主演            |          |
| 班·普萊斯利        | 史提夫·麥肯齊   | 常設            | 常設            |          |
| 戴倫·伊凡斯        | 文森佐主廚      | 常設            | 常設            |          |
| 史丹利·湯森        | 陶德            | 常設            | 常設            |          |
| 珍妮薇芙·艾倫貝瑞  | 瓦倫西亞皇后    | 常設            | 常設            |          |
| 蘇菲·麥席拉        | 格溫            | 常設            | 常設            |          |
| 休·博內威利        | 海盜王          | 常設            | 常設            |          |
| 卡莫爾·狄恩·艾勒斯 | 哈利王子        | 常設            | 常設            |          |
| 魯格·豪爾          | 金斯利          | 常設            | Does not appear |          |
| 羅伯特·林賽        | 切斯特·沃姆伍德 | Does not appear | 常設            |          |
| 克萊兒·福斯特      | 蘿菠塔          | Does not appear | 常設            |          |
| 馬茲·可汗          | 巴瑞            | Does not appear | 常設            |          |

### 主要角色
| 演員            | 角色          | 介紹 | 登場 季數 | 登場 集數 |
| 約書亞·薩塞     | 加瑞·加萊凡特 | 瀟灑英俊，有能力的騎士，是人人敬愛的英雄，非常深愛瑪達萊娜。第一季後半看清瑪達萊娜的真面目，並與伊莎貝拉墜入愛河。                     | 1-2       | 18        |
| 提摩西·歐蒙德森 | 理查國王      | 邪惡、懦弱無能又滑稽的國王，對瑪達萊娜的美色著迷而欲剷除加萊凡特得到瑪達萊娜的芳心。實際上是個多愁善感又嘮叨的處男，後與加萊凡特聯手。 | 1-2       | 18        |
| 維尼·瓊斯       | 加瑞斯        | 理查國王的左右手，從10歲起便擔任理查國王的護衛，是理查國王最好的朋友。                                                                 | 1-2       | 18        |
| 梅蘿芮·珍森     | 瑪達萊娜皇后  | 加萊凡特的摯愛，在享盡理查國王給予的榮華富貴後，選擇了理查國王並拋棄加萊凡特，是個充滿慾望的勢利狠毒女。                               | 1-2       | 18        |
| 凱倫·大衛       | 伊莎貝拉公主  | 全名：伊莎貝拉·瑪麗亞·露西亞·伊莎貝塔（Isabella Maria Lucia Elizabetta） 瓦倫西亞王國公主，為拯救父母而欺騙了加萊凡特，後愛上加萊凡特。                               | 1-2       | 18        |
| 路克·楊布拉德   | 希德          | 全名：希德尼（Sidney） 加萊萊特忠心的侍從。                                                                                                  | 1-2       | 17        |

### 常設角色
| 演員               | 角色                              | 介紹                                                                          | 登場 季數 | 登場 集數 |
| 班·普萊斯利        | 史提夫·麥肯齊                     | 小丑，也是講述故事的旁白，與瑪達萊娜有著地下情。                              | 1-2       | 14        |
| 戴倫·伊凡斯        | 文森佐主廚                        | 理查國王的主廚，出生於主廚世家，喜歡格溫。                                    | 1-2       | 13        |
| 史丹利·湯森        | 陶德                              | 瓦倫西亞國王，伊莎貝拉的父親。                                                | 1-2       | 13        |
| 珍妮薇芙·艾倫貝瑞  | [] 错误：{{Lang}}：无文本（帮助） | 瓦倫西亞皇后，伊莎貝拉的母親。                                                | 1-2       | 13        |
| 蘇菲·麥席拉        | 格溫                              | 全名：格溫多琳（Gwynndolyn） 瑪達萊娜的侍女，雖然喜歡文森佐，但礙於兩人底層身分而卻步。 | 1-2       | 8         |
| 羅伯特·林賽        | 切斯特·沃姆伍德                   | 婚禮策畫師兼黑巫師，為了掠奪霍坦西亞而利用皇冠來控制伊莎貝拉。                | 2         | 8         |
| 卡莫爾·狄恩·艾勒斯 | 哈利王子                          | 11歲小男孩，霍坦西亞王子，伊莎貝拉指腹為婚的未婚夫。                          | 1-2       | 7         |
| 克萊兒·福斯特      | 蘿菠塔                            | 本名：芭比·史坦加斯（Bobby Steingas） 理查的舊識，喜歡理查。                                | 2         | 7         |
| 馬茲·可汗          | 巴瑞                              | 沃姆伍德的助理。                                                              | 2         | 6         |
| 魯格·豪爾          | 金斯利                            | 理查國王的哥哥，是個邪惡之人，最終被瑪達萊娜殺害。                            | 1         | 3         |
| 休·博內威利        | 海盜王                            | 曾挾持加萊凡特的海盜，後與加萊凡特合作。                                      | 1-2       | 3         |

## 製作
本劇由2010年華特迪士尼動畫工作室製作之人氣動畫電影《魔髮奇緣》的編劇丹·福吉曼、作曲家亞倫·孟肯與作詞家格倫·斯萊特再度攜手合作。2013年10月，本劇試播集獲ABC預訂，並於2014年5月獲系列預訂。本劇於英國布里斯托爾的瓶院製片廠拍攝。劇中海盜王的海盜船是複製了停駛於布里斯托爾港，同樣大小的馬修船。其他拍攝地點包括威爾士的卡爾迪科特城堡與卡菲利城堡、布里斯托爾灣的紹森當、考斯姆斯頓中世紀村莊與韋爾斯座堂。預告片於2014年9月28日在《童話鎮》新季首播時釋出，並為本劇冠上4周“喜劇盛宴”的名義播出。
2015年5月7日，ABC宣布續訂第2季10集。第2季第1集的標題為嘲諷收視率網站TV by the Numbers當初預測本劇會在第1季之後遭到取消。（該網站以熊熊的表情符號來做預測續訂或取消的機率）

## 評價
《遊俠笑傳》獲得了普遍的好評。於爛番茄整合的評論中，第一季獲得81%新鮮度、7.08/10分（26名評論家），評論家共識：「雖然《遊俠笑傳》的故事線不難預料，但演出、滑稽的主題與搞笑的音樂劇呈現，讓該劇更加富有娛樂性。」第二季獲得100%新鮮度、7.84/10分（10名評論家），評論家共識：「《遊俠笑傳》意外的第二季為卡司分配了許多方向，但仍以笑料及音樂鞏固著中心。」
於Metacritic整合的評論中，第一季獲得61分（滿分100分；26位評論家），屬普遍的好評。第二季獲得77分（滿分100分；4位評論家），屬普遍的好評。
評論家前十大電視節目排名
| 2016                   |
| ---------------------- |
| - No. 9 拉斯維加斯周刊 |

## 收視
| 季數 | 播出時間（ET） | 集數 | 首映         | 首映          | 季終          | 季終          | 電視季度 | 18–49歲 收視 排名 | 18–49歲 收視 平均 | 收視人数 排名 （百萬） | 平均 收視人数 （百萬） |
| 季數 | 播出時間（ET） | 集數 | 日期         | 收視 （百萬） | 日期          | 收視 （百萬） | 電視季度 | 18–49歲 收視 排名 | 18–49歲 收視 平均 | 收視人数 排名 （百萬） | 平均 收視人数 （百萬） |
| ---- | -------------- | ---- | ------------ | ------------- | ------------- | ------------- | -------- | ----------------- | ----------------- | ---------------------- | ---------------------- |
| 1    | 星期日 20:00   | 8    | 2015年1月4日 | 7.42          | 2015年1月25日 | 4.37          | 2015     | 69                | 1.9               | 87                     | 6.52                   |
| 2    | 星期日 20:00   | 10   | 2016年1月3日 | 3.20          | 2016年1月31日 | 2.15          | 2016     | 124               | 0.9               | 127                    | 3.15                   |

## 獎項
| 年度 | 大獎                 | 獎項                           | 入圍者                         | 結果 |
| ---- | -------------------- | ------------------------------ | ------------------------------ | ---- |
| 2015 | 在線電影與電視協會獎 | 喜劇類影集最佳客串男演員獎     | 休·博內威利                    | 提名 |
| 2015 | 在線電影與電視協會獎 | 喜劇類影集最佳客串男演員獎     | 瑞吉·葛文                      | 提名 |
| 2016 | 金捲軸獎             | 最佳音效剪輯獎－電視短片：歌舞 | 最佳音效剪輯獎－電視短片：歌舞 | 提名 |

## 海外播出
| 季數 | 季數 | 亞洲   | 亞洲          |
| 季數 | 季數 | 電視網 | 首播日期      |
| ---- | ---- | ------ | ------------- |
|      | 1    | FX     | 2015年3月12日 |
|      | 2    | FX     | 2016年3月7日  |

## 外部連結
- 官方网站（英文）
- 製作公司官方網站（英文）
- 互联网电影数据库（IMDb）上《遊俠笑傳》的资料（英文）
- 遊俠笑傳的Facebook專頁
- 遊俠笑傳的X（前Twitter）
- 遊俠笑傳的Instagram帳戶